# Phoebe Regio
La Phoebe Regio è una struttura geologica della superficie di Venere.